# Monika Modrzejewska
Monika Marzanna Modrzejewska (ur. 1963) – polska okulistka, profesor medycyny, adiunkt w Katedrze i Klinice Okulistyki Pomorskiego Uniwersytetu Medycznego w Szczecinie.
Studia medyczne ukończyła na Pomorskiej Akademii Medycznej w Szczecinie. Stopień doktorski uzyskała w 1998 roku na podstawie pracy pt. "Ocena przepływu krwi w tętnicy ocznej i tętnicach rzęskowych przy pomocy kolorowej ultrasonografii dopplerowskiej u chorych ze zwyrodnieniem plamek związanych z wiekiem". Habilitowała się w 2010 roku na podstawie oceny dorobku naukowego i rozprawy pt. "Zastosowanie ultrasonografii dopplerowskiej w kolorze do oceny krążenia ocznego zmiany w parametrach przepływu krwi w tętnicach pozagałkowych u chorych ze zwyrodnieniem plamki związanym z wiekiem i jaskrą".
Jest członkiem Polskiego Towarzystwa Okulistycznego (oddział w Szczecinie).
Zainteresowania badawcze i kliniczne M. Modrzejewskiej dotyczą m.in. takich zagadnień jak: ultrasonografia dopplerowska w okulistyce, okulistyka dziecięca, jaskra i zwyrodnienie plamki żółtej. Publikowała w czasopismach krajowych i zagranicznych, m.in. w Klinice Ocznej.